# Kurs Südwest. Das Abenteuer meines Lebens
Kurs Südwest ist ein deutscher Dokumentarfilm aus dem Jahr 2023. Er erzählt die Geschichte von Lukas Borchers, der 2019 mit dem Kajak durch Frankreich und weiter entlang der Atlantikküste paddelte und schließlich über die Biskaya nach Spanien segelte. Der Film feierte am 30. August 2023 Premiere im Braunschweiger Astor-Kino.

## Inhalt
2019 unterbrach Lukas Borchers sein Studium, um eine längere Reise durch Südeuropa zu unternehmen. Sein Plan sah vor, als Kajak-Anfänger von Genf über die Rhone und entlang der Mittelmeerküste bis nach Gibraltar zu paddeln. Unterwegs kam jedoch alles anders als geplant und die vielen Staumauern an der Rhone bewegten ihn dazu, seine Pläne zu ändern. Er gab sein Ziel Gibraltar auf und paddelte stattdessen über die Loire bis zum Atlantik. An der Atlantikküste setzte er seine Reise nach Süden fort, bekam aber zunehmend Probleme mit den rauen Wetterbedingungen und der Brandung am Atlantik. Er musste seine Pläne deshalb erneut ändern und heuerte über das Internet auf einem alten Segelschiff an. Er beendete seine Kajak-Tour in La Rochelle und setzte seine Reise auf dem Segelschiff fort.
Der Film handelt hauptsächlich von Borchers’ Erlebnissen während der viermonatigen Reise, zeigt die erlebte Landschaft und gibt einen authentischen Eindruck wie es ist, eine solche Reise zu erleben und welche Strapazen die Tour mit sich brachte.

## Produktion
Lukas Borchers hat den Film komplett selbst produziert. Unterwegs hat er sich dazu selbst mit verschiedenen Kameras gefilmt. Nach der Rückkehr der Reise hat er den Film geschnitten und die gesamte Postproduktion eigenständig durchgeführt. Nach eigenen Angaben hatte er bereits vor der Reise geplant einen Film über die Reise zu machen, zunächst jedoch nicht an einen Kino-Film gedacht. Als er mit der Arbeit am Film begonnen hat, hat er sich jedoch schnell in den Kopf gesetzt den Film ins Kino zu bringen. Ohne zu wissen wie das geht, hat er einfach drauf losgelegt und sich das dafür notwendige Wissen selbst angeeignet.